# 沈海
沈海，字观澜，號葵軒，直隸蘇州府常熟縣人，明朝政治人物，成化丙戌進士。官至知府。

## 生平
成化二年（1466年），登進士，累官福建泉州府知府，任內懲治貪污，因丁憂歸鄉。

## 家族
有孫沈應魁，嘉靖進士，官至廣西僉事。